# Cantón de Capellen
Capellen (en luxemburgués Capellen) es un cantón del suroeste de Luxemburgo.

## Comunas

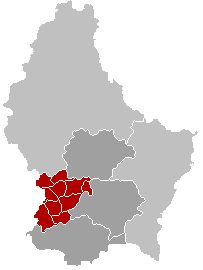
Comunas.

El cantón consta de 9 comunas:
- Dippach
- Garnich
- Habscht
- Käerjeng
- Kehlen
- Koerich
- Kopstal
- Mamer
- Steinfort

## Geografía
El cantón de Capellen limita al norte con los cantones de Redange y Mersch, al este con el cantón de Luxemburgo, al sur con el cantón de Esch-sur-Alzette y al oeste con la provincia de Luxemburgo (Bélgica).
- Datos: Q397678
- Multimedia: Canton of Capellen / Q397678